# Élections législatives salvadoriennes de 2021
Les élections législatives salvadoriennes de 2021 se déroulent le 28 février 2021 afin de renouveler les 84 membres de l'Assemblée législative du Salvador. Des élections municipales ont lieu le même jour.
Les élections donnent lieu à une large victoire du parti présidentiel Nouvelles Idées, qui réunit la majorité absolue des suffrages et plus de deux tiers des sièges. Très populaire malgré des accusations d'autoritarisme, le président Nayib Bukele sort ainsi grandement consolidé du scrutin, qui lui confère une confortable majorité pour mettre en œuvre sa politique.

## Contexte

### Élection de Nayib Bukele

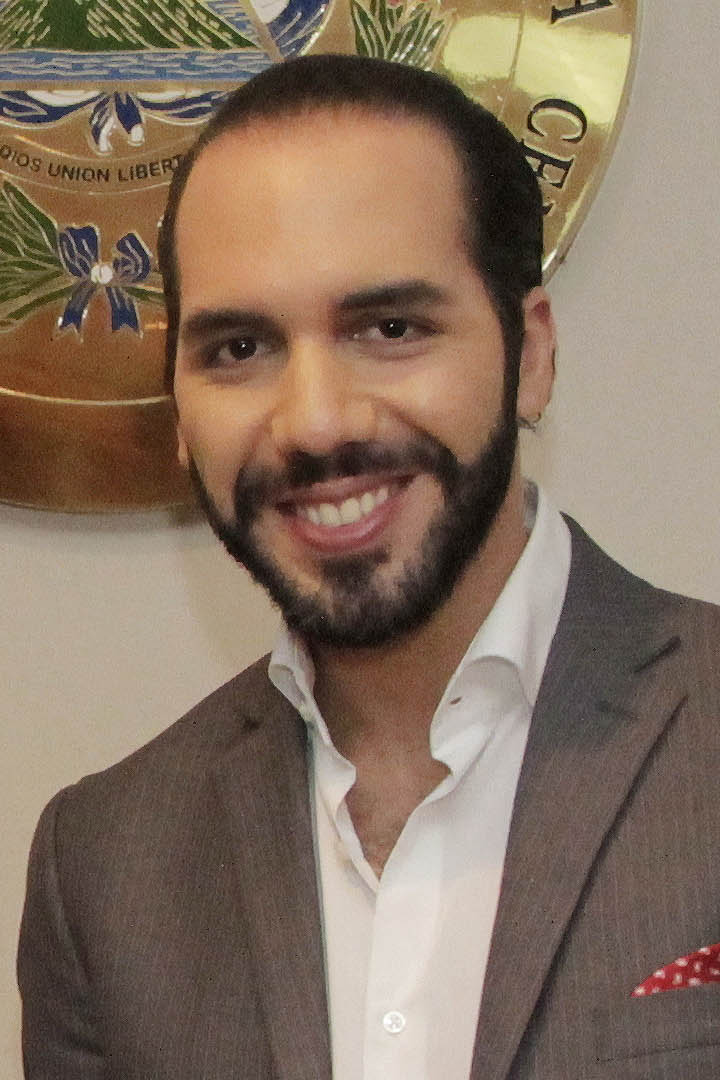
Nayib Bukele

Les législatives de mars 2018 sont dominées par des partis de droite et de centre droit, parmi lesquels l'Alliance républicaine nationaliste (Arena), qui arrive en tête. Grand perdant du scrutin, le Front Farabundo Martí de libération nationale (FMLN) perd un peu moins de la moitié de ses sièges.
L'élection présidentielle organisée un an plus tard voit cependant la victoire dès le premier tour du candidat anti système Nayib Bukele avec un peu plus de 53 % des voix.
Ancien maire de la capitale San Salvador, âgé de 37 ans, Bukele avait fini par dominer la campagne en se focalisant sur l'importante criminalité due notamment aux gangs, ainsi que sur la pauvreté que connait le pays. Avec une campagne axée sur les jeunes générations, très dure avec la classe politique après être sorti du sérail, il est souvent qualifié « d'enfant terrible » de la classe politique salvadorienne. Candidat de la Grande alliance pour l'unité nationale, un parti de centre droit, Bukele doit cependant composer avec un parlement dominé par la droite.

### Crise politique de 2020
Bukele déclenche une vive polémique en faisant irruption le 9 février 2020 dans le parlement accompagné de militaires et de policiers lourdement armés, afin de faire pression sur les députés pour qu'ils votent un emprunt de 109 millions de dollars visant à financer son plan de lutte contre le crime organisé des gangs locaux, les « Maras ». 
Installé à la tribune, le président menace alors de dissoudre l'Assemblée avant d'éclater en sanglots et d'effectuer une brève prière. Annonçant solennellement avoir entendu Dieu lui parler pour l'encourager à faire preuve de patience, il renonce à dissoudre l'Assemblée, puis s'adresse à une foule de partisans aux portes du bâtiment dans un discours enflammé où il décrit les députés comme des « voleurs et des scélérats »,. Le président du parlement Mario Ponce accuse alors Bukele de tentative de coup d’État.

## Mode de scrutin

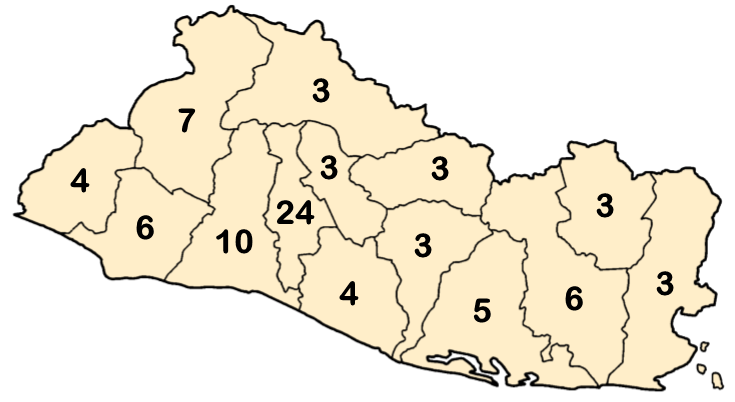
Sièges par circonscriptions.

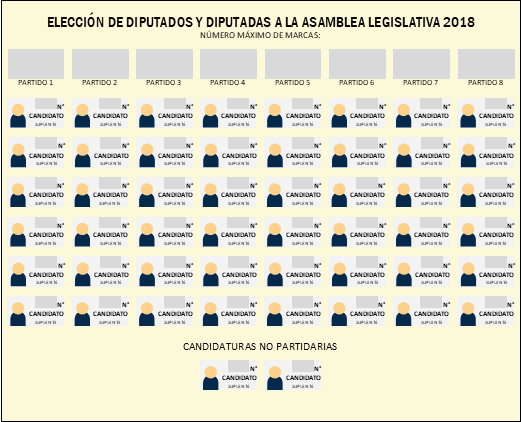
Modèle de bulletin de vote utilisé.

L'Assemblée législative est le parlement monocaméral du Salvador, composée de 84 députés élus pour trois ans au scrutin proportionnel plurinominal à listes ouvertes et au plus fort reste. Les sièges sont à pourvoir dans 14 circonscriptions plurinominales de trois à 24 sièges correspondants aux départements du Salvador selon leur population,. 
Par le biais des listes ouvertes et du panachage, l'électeur peut éventuellement répartir son choix de plusieurs manières :
1. Voter pour un parti, en cochant sa bannière en tête de liste. Son vote se répartit alors simplement à tous les candidats de la liste proposée par le parti.
2. Voter pour un parti, toujours en cochant sa bannière en tête de liste, et effectuer un vote préférentiel parmi ses candidats en cochant ceux qu'il veut voir élu. Son vote se répartit alors uniquement aux candidats qu'il aura sélectionné dans la liste proposée par le parti.
3. Ne pas cocher de parti, et voter directement pour des candidats parmi plusieurs listes et/ou des candidats indépendants. L'électeur doit alors veiller à ce que le nombre de candidats sélectionnés n'excède pas le nombre de sièges à pourvoir dans la circonscription.

## Forces en présence
| Parti | Parti                                                                                                   | Idéologie                                                                    | Dirigeant                  | Résultats en 2018          |
| ----- | --- | ---------------------------------------------------------------------------- | -------------------------- | -------------------------- |
|       | Nouvelles Idées Nuevas ideas (NI)                                                                       | Centre droit Social-libéralisme, conservatisme social, réformisme, populisme | Xavier Bukele              | Nouveau                    |
|       | Alliance républicaine nationaliste Alianza Republicana Nacionalista (ARENA)                             | Droite Nationalisme, conservatisme, néolibéralisme                           | Mauricio Interiano         | 41,72 % des voix 35 sièges |
|       | Front Farabundo Martí de libération nationale Frente Farabundo Martí para la Liberación Nacional (FMLN) | Gauche Socialisme, populisme de gauche, nationalisme de gauche               | Medardo González           | 24,54 % des voix 18 sièges |
|       | Grande alliance pour l'unité nationale Gran Alianza por la Unidad Nacional (GANA)                       | Droite Conservatisme social, libéralisme économique                          | José Andrés Rovira Canales | 11,45 % des voix 10 sièges |
|       | Parti de la concertation nationale Partido de Concertación Nacional (PCN)                               | Droite Conservatisme, libéralisme économique                                 | Manuel Rodriguez           | 10,87 % des voix 9 sièges  |

## Campagne
En vue des législatives de 2021, Bukele porte en avant son propre parti récemment créé, Nouvelles Idées (N), dirigé par son cousin Xavier Zablah Bukele. Avec un programme de lutte contre les gangs et la corruption, le parti se retrouve rapidement en tête des sondages avant de largement creuser l’écart avec ses concurrents, une situation inédite dans un pays dominé depuis des décennies par l'Alliance républicaine nationaliste (ARENA) et le Front Farabundo Martí de libération nationale (FMLN). le parti bénéficie également de la bonne gestion par le gouvernement de la pandémie de Covid-19, dans un contexte d'inquiétude de la population quant à ses retombées économiques. Ayant rapidement imposé une fermeture stricte des mouvements aux débuts de la Pandémie via l'usage des forces militaires, le président du Salvador est en effet crédité d'un nombre sensiblement plus faible d'infections en comparaison de ses voisins centraméricains. Cette utilisation de l'armée lui vaut cependant les critiques de du Haut-Commissariat des Nations unies aux droits de l'homme, Michelle Bachelet.
Le site d’investigation El Faro révèle en septembre 2020 que Nayib Bukele négocie secrètement depuis un an un accord avec le plus puissant gang du pays, la Mara Salvatrucha. En contrepartie d’un assouplissement des conditions de détention de ses membres et d’autres promesses, le gang se serait engagé à réduire le nombre d'assassinats et à soutenir la formation politique de Nayib Bukele lors des élections de 2021.
Une attaque contre une caravane de militants du FMLN à San Salvador fait deux morts et cinq blessés le 31 janvier.
La campagne menée avec virulence par Nayib Bukele, en faveur de Nouvelles idées et contre le bipartisme traditionnel, le conduit à qualifier d'« imposture » les Accords de paix de Chapultepec de 1992. Ses adversaires et nombre d'observateurs de la société civile dénoncent une tentation autoritaire qui risquerait d'être renforcée par une victoire électorale trop large.
À la mi-février, le groupe parlementaire du parti Arena demande que la commission politique de l'Assemblée législative déclare « l'incapacité mentale » de Nayib Bukele : « Soit nous sommes face à un délinquant, soit face à un fou, un aliéné qui ne jouit pas des facultés mentales pour exercer ses fonctions ».  La demande de la droite intervient précisément un an après l'irruption du président Bukele dans le Parlement.

## Résultats
|                          |                                                      |           |       |       |        |               |  |  |  |
| Partis                   | Partis                                               | Voix      | %     | +/-   | Sièges | +/-           |  |  |  |
|                          | Nouvelles Idées (NI)                                 | 1 430 578 | 54,67 | Nv    | 56     | 46            |  |  |  |
|                          | Liste commune NI-GANA                                | 311 723   | 11,91 | Nv    | 10     | –             |  |  |  |
|                          | Alliance républicaine nationaliste (ARENA)           | 206 328   | 7,88  | 33,84 | 9      | 26            |  |  |  |
|                          | Front Farabundo Martí de libération nationale (FMLN) | 180 807   | 6,91  | 17,63 | 4      | 4             |  |  |  |
|                          | Grande alliance pour l'unité nationale (GANA)        | 135 223   | 5,17  | 6,28  | 5      | 5             |  |  |  |
|                          | Liste commune ARENA-DS                               | 99 003    | 3,78  | Nv    | 4      | –             |  |  |  |
|                          | Parti de la concertation nationale (PCN)             | 83 938    | 3,21  | 7,66  | 1      | 8             |  |  |  |
|                          | Notre temps (NT)                                     | 44 400    | 1,70  | Nv    | 1      | 1             |  |  |  |
|                          | Parti démocrate-chrétien (PDC)                       | 44 378    | 1,70  | 1,41  | 1      | 1             |  |  |  |
|                          | En avant (V)                                         | 26 492    | 1,01  | Nv    | 1      | 1             |  |  |  |
|                          | Liste commune PCN-DS                                 | 21 211    | 0,81  | Nv    | 1      | –             |  |  |  |
|                          | Changement démocratique (CD)                         | 14 767    | 0,56  | 0,38  | 0      | 1             |  |  |  |
|                          | Liste commune ARENA-PCN                              | 13 502    | 0,52  | 1,17  | 1      | 1             |  |  |  |
|                          | Indépendants                                         | 2 782     | 0,11  | 0,57  | 0      | 1             |  |  |  |
|                          |                                                      |           |       |       |        |               |  |  |  |
| Suffrages exprimés       | Suffrages exprimés                                   | 2 616 748 | 96,63 |       |        |               |  |  |  |
| Votes invalides          | Votes invalides                                      | 49 986    | 1,85  |       |        |               |  |  |  |
| Votes blancs             | Votes blancs                                         | 41 060    | 1,52  |       |        |               |  |  |  |
| Total                    | Total                                                | 2 707 794 | 100   | –     | 84     | en stagnation |  |  |  |
| Abstentions              | Abstentions                                          | 2 681 223 | 49,75 |       |        |               |  |  |  |
| Inscrits / participation | Inscrits / participation                             | 5 389 017 | 50,25 |       |        |               |  |  |  |

## Analyse et conséquences

Sièges par partis par circonscriptions.

Comme attendu, le scrutin est marqué par la victoire de Nouvelles Idées, qui réunit plus de la moitié des suffrages et parvient à réunir seul la majorité qualifiée de deux tiers des sièges, auxquels s'ajoutent quelques autres sièges obtenus par et en liste commune avec son allié de la Grande alliance pour l'unité nationale. La population émet un profond désaveu envers le système de quasi bipartisme qui voyait la domination de l'Assemblée législative par l'Alliance républicaine nationaliste et le Front Farabundo Martí de libération nationale — qui perdent respectivement deux tiers et la quasi-totalité de leur représentation parlementaire — depuis la fin de la guerre civile en 1992,.
Jusqu'à présent en situation de cohabitation politique avec un Parlement hostile à ses projets de loi, le président Bukele dispose ainsi d'un « chèque en blanc » pour appliquer sa politique. La majorité des deux tiers permet non seulement à sa formation de choisir seule les plus hauts fonctionnaires du gouvernement tels que le Procureur général, ainsi que cinq des quinze membres de la Cour suprême dont le mandat de neuf ans doit prendre fin au cours de la prochaine mandature,, mais également de procéder à une révision de la constitution. Bukele est notamment soupçonné de vouloir mettre en œuvre une telle révision afin d'orienter le pays vers un système plus présidentiel.
Les députés nouvellement élus prennent leurs fonctions le 1er mai 2021.